# Сууре-Яані (волость)
Су́уре-Я́ані (ест. Suure-Jaani vald) — волость в Естонії, одиниця самоврядування в повіті Вільяндімаа з 1 листопада 2005 до 21 жовтня 2017 року.

## Географічні дані
Площа волості — 748,8 км2, чисельність населення на 1 січня 2017 року становила 5209 осіб.

## Населені пункти
Адміністративний центр — місто Сууре-Яані (Suure-Jaani linn).
На території волості також розташовувалися:
селище Олуствере (Olustvere alevik);
46 сіл (küla): 
Аймла (Aimla), Ар'яді (Arjadi), Вастемийза (Vastemõisa), Вигмассааре (Võhmassaare), Вийваку (Võivaku), Виллі (Võlli), Вігі (Vihi), Енґі (Ängi), Епра (Epra), Іваскі (Ivaski), Ілбаку (Ilbaku), Кабіла (Kabila), Кар'ясоо (Karjasoo), Керіта (Kerita), Кийдама (Kõidama), Кібару (Kibaru), Кілду (Kildu), Кобрувере (Kobruvere), Коотсі (Kootsi), Куг'явере (Kuhjavere), Куйавере (Kuiavere), Курнувере (Kurnuvere), Кяревере (Kärevere), Лагмузе (Lahmuse), Леммакинну (Lemmakõnnu), Лигавере (Lõhavere), Метскюла (Metsküla), Мудісте (Mudiste), Мунсі (Munsi), Мяекюла (Mäeküla), Навесті (Navesti), Нуутре (Nuutre), Паелама (Paelama), Пиг'яка (Põhjaka), Пяракюла (Päraküla), Рееґолді (Reegoldi), Рійассааре (Riiassaare), Ряека (Rääka), Сандра (Sandra), Сюрґавере (Sürgavere), Таевере (Taevere), Тяексі (Tääksi), Тяллевере (Tällevere), Юлде (Ülde), Ялевере (Jälevere), Яска (Jaska).

## Історія
16 червня 2005 року Уряд Естонії постановою № 142 затвердив утворення нової адміністративної одиниці шляхом об'єднання міського самоврядування Сууре-Яані та волостей Сууре-Яані, Олуствере і Вастемийза, визначивши назву нового муніципалітету як волость Сууре-Яані. Зміни в адміністративно-територіальному устрої, відповідно до постанови, набрали чинності 1 листопада 2005 року після оголошення результатів виборів до волосної ради нового самоврядування.
26 січня 2017 року на підставі Закону про адміністративний поділ території Естонії Уряд Республіки прийняв постанову № 27 про об'єднання територій міського самоврядування Вигма та трьох волостей: Кио, Кипу й Сууре-Яані, і утворення нової адміністративної одиниці — волості Пиг'я-Сакала.
15 жовтня 2017 року в Естонії відбулися вибори в органи місцевої влади. 21 жовтня після оголошення результатів виборів до ради нового самоврядування набуло чинності утворення волості Пиг'я-Сакала. Волость Сууре-Яані вилучена з «Переліку адміністративних одиниць на території Естонії».